# 吉拿

吉拿引擎廠的鳥瞰圖。

吉拿（英語：L. Gardner and Sons Ltd）是一家在英國的引擎製造商，主要生產汽車、鐵路和船艦用的柴油發動機。吉拿於1868年在英國曼徹斯特成立，從1895年起開始引擎製造的業務，經歷近100年後，於1994年結束引擎的生產業務。

## 早期發展
英國人勞倫斯·吉拿（Lawrence Gardner）於1868年在英國曼徹斯特開始製造縫紉機。他於1890年逝世，由他的兒子繼承業務，並以L. Gardner & Sons Ltd名義繼續經營公司，公司名稱的中文意思是「勞倫斯·吉拿與兒子們」。
1895年，吉拿開始生產引擎，1903年在英國以L Gardner and Sons Ltd. Norris and Henty Ltd註冊為有限公司。

## 柴油引擎業務
1903年，吉拿投入柴油發動機的開發業務。

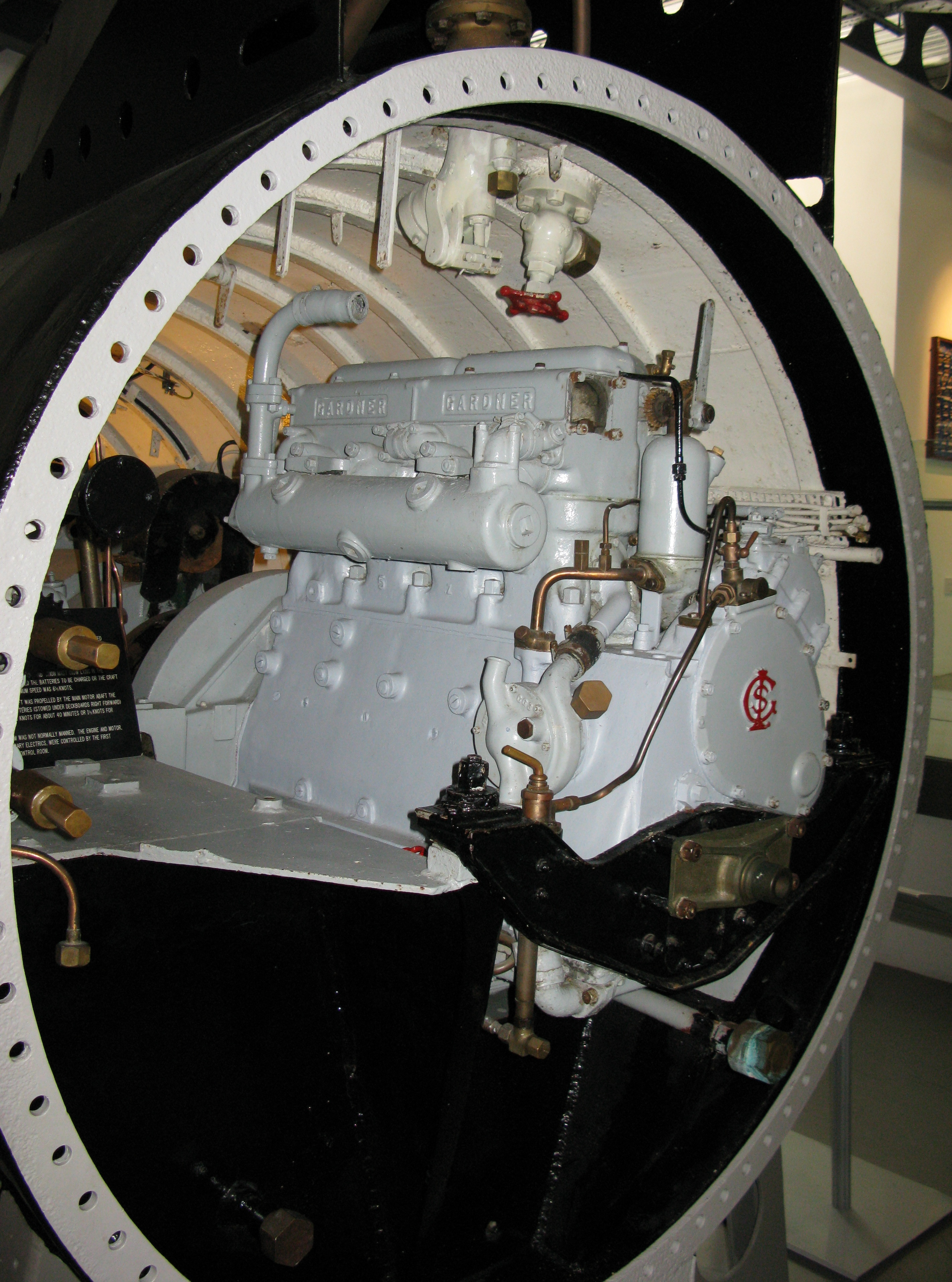
採用吉拿4LW柴油引擎的英國X級袖珍潛艇X24號

1914年至1918年的第一次世界大戰期間，吉拿為英軍生產包括槍砲、坦克引擎等各種軍需物資。
1920年，吉拿大力推動柴油發動機的生產業務。1929年，吉拿向意大利汽車製造商藍旗亞，供應原用於船隻上的4L2型柴油引擎，改用於巴士上，並取得成功，打響了吉拿柴油引擎的名聲。此後，吉拿開發用於車輛的LW系列柴油引擎。隨著吉拿的名聲日隆，吉拿的4LW和6LW系列引擎，獲得賓利和勞斯萊斯等著名汽車品牌採用，而且在運作的可靠性上，顯出比原廠的產品更優秀。
在1939年至1945年的第二次世界大戰期間，吉拿成為英國主要的車用和船用引擎生產商，大量為英軍供應自家設計的引擎，其原用於巴士的柴油引擎，被成功用於英軍特擊隊的X級袖珍潛艇上。

## 戰後業務
經過長時間生產LW系列引擎後，吉拿在1958年開發出LX系列柴油引擎，並獲得當時英國的商用車輛大量採用。同時期吉拿也生產6L3和8L3型柴油機供給當時的英國鐵路的柴油機車。吉拿的柴油引擎也獲得遊艇廠商採用，作為帆船的自行動力來源。

## 結束業務
吉拿於1986年被英國另一家柴油引擎生產商帕金斯收購，帕金斯期望透過收購吉拿完善本身的產品線，特別是中、小型柴油機的業務。吉拿自1990年起停止了新的引擎開發工作，生產線亦於1994年關閉，但依然為已售出的發動機提供備用零件等售後服務。

## 產品
吉拿的柴油引擎，因為可靠耐用，而且耗油量低，所以獲不少英國的車廠採用為動力來源，甚至有客戶指定選用吉拿的產品。
- 吉拿6LX型柴油引擎，排氣量10.45升，最大馬力150匹，用於佳牌阿拉伯五型、佳牌Wulfrunian型、丹拿CVG6型、丹拿/利蘭珍寶巴士和布里斯托VR型。
- 吉拿6LXB型柴油引擎，是6LX的改良型，最大馬力提升至180匹，用於丹拿/利蘭珍寶巴士、布里斯托VR型、利蘭泰坦B15巴士、利蘭勝利二型巴士、丹尼士喝采巴士和丹尼士統治者巴士，也有用於兩軸版本的利蘭奧林匹克巴士和都城嘉慕威曼都城巴士。
- 吉拿6LXC柴油引擎，是6LXB的改良型，最大馬力提升至200匹。
- 吉拿6LXCT柴油引擎，是吉拿首款配備渦輪增壓器的引擎，最大馬力230匹，用於少量丹尼士統治者巴士，以及三軸版本的利蘭奧林匹克巴士、丹尼士巨龍／禿鷹巴士和都城嘉慕威曼超級都城巴士，以及ERF、Foden等車廠的重型貨車。
- 吉拿6LXDT柴油引擎，於都城嘉慕威曼超級都城巴士 空調樣版車(車牌號碼:DP1932) 採用,其後 移植到都城嘉慕威曼都城巴士 兩軸版 (車牌號碼:DC9306) 試驗攀爬途經荃錦公路的51巴士路線
- 吉拿6LYT柴油引擎
- 吉拿8LXB柴油引擎，採用八汽缸設計，主要供船隻使用。
- 吉拿LG1200柴油引擎

## 外部連結
- Marine Power Services vintage engine restorers （页面存档备份，存于） - 吉拿引擎和零件
- Gardner Enthusiast a Roberts Hall Ltd Company （页面存档备份，存于） - 吉拿零件和服務
- Gardner Marine Diesels Ltd （页面存档备份，存于） -  吉拿船用引擎零件和服務